# Menaethiops ninii
Menaethiops ninii is een krabbensoort uit de familie van de Epialtidae. De wetenschappelijke naam van de soort is voor het eerst geldig gepubliceerd in 1964 door Guinot.